# جبهة التحرير الوطني لكورسيكا
جبهة التحرير الوطني لكورسيكا، منظمة فرنسية سرية تنادي باستقلال جزيرة كورسيكا عن طريق الكفاح المسلح.
المنظمة توجد بشكل أساسي في جزيرة كورسيكا وأقل من ذلك في البر الرئيسي لفرنسا. غالبًا ما يُعتبر حزب A cuncolta naziunalista الجناح السياسي للمنظمة.